# Tiana (Spagna)

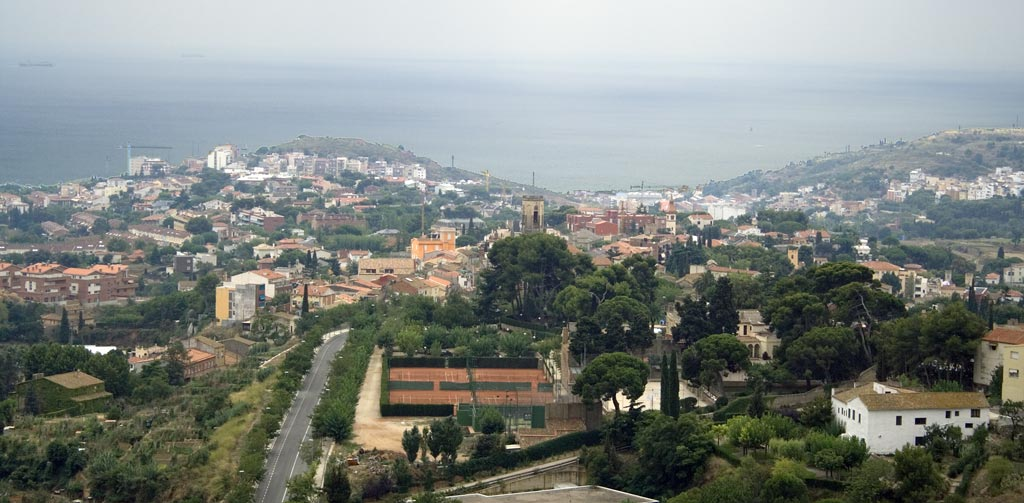
Tiana

Tiana è un comune spagnolo di 8 553 abitanti situato nella comunità autonoma della Catalogna. Vi morì la scrittrice e disegnatrice spagnola Lola Anglada.